# Geyserville
Geyserville ist ein census-designated place (CDP) in Sonoma County im US-Bundesstaat Kalifornien mit 861 Einwohnern (Stand: 2020).
Der Ort liegt 33 Kilometer nördlich von Santa Rosa und wurde 1847 als Badeort am nahegelegenen Geysir gegründet.
Der Ort erschloss die umliegenden heißen Quellen, was der Hauptgrund für den Wirtschaftsaufschwung des Ortes war. Das Pacific Gas Kraftwerk produziert jährlich bis zu 1,2 Mio. kWh.